# Jablonowka (Kaliningrad, Osjorsk)
Jablonowka (russisch Яблоновка, deutsch Wilhelmsberg) ist ein Ort in der russischen Oblast Kaliningrad. Er gehört zur kommunalen Selbstverwaltungseinheit Munizipalkreis Osjorsk im Rajon Osjorsk.

## Geographische Lage
Jablonowka liegt östlich von Osjorsk (Darkehmen/Angerapp) an der Kommunalstraße 27K-177, welche die Rajonstadt (10 Kilometer) mit Gawrilowo (Gawaiten/Herzogsrode), (6 Kilometer) verbindet. Ein Bahnanschluss besteht nicht.
Durch Jablonowka zieht sich das Flüsschen Rasliwnaja (Friedrichsberger Fließ), das nach wenigen Kilometern in die Wika (Wiek) einmündet.

## Geschichte
Das einst Kiklutzen bei Gawaiten und später Wilhelmsberg genannte Dorf zählte – neben dem Gutsbezirk Wilhelmsberg – im Jahre 1910 51 Einwohner. Ihre Zahl stieg bis 1925 auf 186, betrug 1933 – nach Eingliederung des Gutsbezirks – bereits 553 und stieg bis 1939 auf 579. Bis 1945 gehörte Wilhelmsberg zum Kreis Darkehmen (1938–1946 Angerapp) im Regierungsbezirk Gumbinnen der preußischen Provinz Ostpreußen.
Im Januar 1945 wurde der Ort von der Roten Armee besetzt. Die neue Polnische Provisorische Regierung ging zunächst davon aus, dass er mit dem gesamten Kreis Darkehmen (Angerapp) unter ihre Verwaltung fallen würde. Im Potsdamer Abkommen (Artikel VI) von August 1945 wurde die neue sowjetisch-polnische Grenze aber unabhängig von den alten Kreisgrenzen anvisiert, wodurch der Ort unter sowjetische Verwaltung kam. Die polnische Umbenennung des Ortes in Klikucie im Juli 1947 wurde (vermutlich) nicht mehr wirksam. Im November 1947 erhielt er den russischen Namen Jablonowka und wurde gleichzeitig dem Dorfsowjet Pskowski selski Sowet in Rajon Osjorsk zugeordnet. 1954 gelangte der Ort in den Gawrilowski selski Sowet. Von 2008 bis 2014 war Jablonowka Verwaltungssitz der Landgemeinde Gawrilowskoje selskoje posselenije. Von 2015 bis 2020 gehörte der Ort zum Stadtkreis Osjorsk und seither zum Munizipalkreis Osjorsk.

### Amtsbezirk Wilhelmsberg
In der Zeit zwischen 1874 und 1945 war Wilhelmsberg Sitz und namensgebender Ort eines Amtsbezirks. Dieser wurde zum 6. Mai 1874 aus elf Landgemeinden bzw. Gutsbezirken gebildet:
| Name (bis 1938)                                            | Name (1938–1946)   | Name (seit 1946)  | Bemerkungen                                          |
| ---------------------------------------------------------- | ------------------ | ----------------- | ---------------------------------------------------- |
| Landgemeinden:                                             |                    |                   |                                                      |
| Kellmienen                                                 | Kellmen            | Krasny Bor        | gehörte zu Adlig Pogrimmen                           |
| Kermuschienen                                              | Fritzenau          | Porchowskoje      |                                                      |
| (Königlich) Pogrimmen                                      | Grimmen            | Pskowskoje        |                                                      |
| Raudohnen                                                  | Raunen             | Wolkowo           |                                                      |
| Szameitschen, 1936–1938: Schameitschen (Ksp. Wilhelmsberg) | Brahmannsdorf      | Solnetschnoje     | 1928 in die Landgemeinde Wilhelmsberg eingegliedert  |
| Wilhelmsberg (Dorf)                                        | Wilhelmsberg       | Jablonowka        |                                                      |
| Gutsbezirke:                                               |                    |                   |                                                      |
| Adlig Pogrimmen                                            |                    | Ossipenko         | 1928 in die Landgemeinde Pogrimmen eingegliedert     |
| Brindlacken                                                | Kleinfritzenau     | Prudnoje          | 1928 in die Landgemeinde Kermuschienen eingegliedert |
| Friedrichsberg                                             | Friedrichsberg     | Pskowskoje        | ab 1925 Landgemeinde                                 |
| Königsfelde                                                | Königsfelde        | Nowo-Slawjanskoje | 1928 in die Landgemeinde Wilhelmsberg eingegliedert  |
| Wilhelmsberg                                               | Wilhelmsberg (Gut) | Slawkino          | 1928 in die Landgemeinde Wilhelmsberg eingegliedert  |

## Kirche

### Kirchengebäude
Im Jahre 1724 veranlasste König Friedrich Wilhelm I. den Bau einer Kirche in Wilhelmsberg, die 1725 eingeweiht wurde. Sie wurde aus Feldsteinen errichtet und erhielt 1828/29 einen Umbau. Anlässlich einer Kirchenvisitation im Jahre 1910 wurde festgestellt, dass der Kirche ein Turm fehle. Die Gemeinde wollte ihn bauen, erhielt dazu aber von der Regierung keine Bestätigung.
Das Wilhelmsberger Gotteshaus war von vornherein als Simultankirche konzipiert, in der sowohl evangelisch-lutherische wie auch evangelisch-reformierte Gottesdienste gefeiert wurden.
Das Kirchengebäude hat den Zweiten Weltkrieg überstanden und steht heute noch. Freilich wurde sie in der Zeit der Sowjetunion zweckentfremdet und bis 1994 als Getreidetrocknungsanlage genutzt. Der Fachwerkturm ist nicht mehr vorhanden, die Türen und Fenster mit Brettern vernagelt. Heute steht das vormalige Gotteshaus leer.

### Kirchengemeinde
Vor der verheerenden Pest mit zahlreichen Toten in den Jahren 1709 bis 1711 war die Bevölkerung von Wilhelmsberg lutherischer Konfession. Zu den neuen vom König angeworbenen Siedlern, die u. a. aus dem Halberstädtischen kamen, waren aber viele mit reformierter Tradition. Im Jahre 1724 wurde eine lutherische Kirchengemeinde gegründet, 1726 zusätzlich eine reformierte. Beide Konfessionen teilten sich bis zur Kirchenunion 1818 das Gotteshaus.
Wilhelmsberg gehörte einst zur Inspektion Insterburg (heute russisch: Tschernjachowsk), dann bis 1945 zum Kirchenkreis Darkehmen (1938–1946 Angerapp, russisch: Osjorsk) in der Kirchenprovinz Ostpreußen der Kirche der Altpreußischen Union.
Während der Zeit der Sowjetunion war alles kirchliche Leben untersagt. In den 1990er Jahren entstand im Nachbardorf Kadymka (Eszerningken/Escherningken, 1938–1946 Eschingen) eine neue evangelische Gemeinde, die sich der ebenfalls neugebildeten Propstei Kaliningrad in der Evangelisch-Lutherischen Kirche Europäisches Russland (ELKER) zuordnete.

### Kirchspiel
Zum Kirchspiel Wilhelmsberg gehörten bis 1945 insgesamt 26 Ortschaften, davon 22 aus dem Landkreis Darkehmen, zwei aus dem Landkreis Goldap und zwei aus dem Landkreis Gumbinnen (* = Schulorte):
| Name (bis 1938)                                           | Name (1938–1946) | Name (seit 1946)  |
| --------------------------------------------------------- | ---------------- | ----------------- |
| Landkreis Darkehmen:                                      |                  |                   |
| Bindszuhnen                                               | Bindemark        | Gremjatschje      |
| Brindlacken                                               | Kleinfritzenau   | Prudnoje          |
| Dinglauken*                                               | Altdingelau      | Sadoroschnoje     |
| Eszerningken 1936–1938: Escherningken                     | Eschingen        | Kadymka           |
| Friedrichsberg*                                           | Friedrichsberg   | Pskowskoje        |
| Graszgirren 1936–1938: Grasgirren                         | Dingelau         | Borok             |
| Groß Kolpacken*                                           | Großbachrode     |                   |
| Gründann                                                  | Gründann         |                   |
| Gudwainen*                                                | Gudwainen        | Sarutschje        |
| Ischdaggen                                                | Brenndenwalde    | Schilowo          |
| Jewonischken                                              | Brunshöfen       |                   |
| Kariothkehmen*                                            | Karkeim          | Nowoselje         |
| Kermuschienen                                             | Fritzenau        | Porchowskoje      |
| Karteningken                                              | Kleedorf         | Sobinowo          |
| Königsfelde                                               | Königsfelde      | Nowo-Slawjanskoje |
| Pogrimmen*                                                | Grimmen          | Pskowskoje        |
| Ramoschkehmen*                                            | Ramfelde         | Sadoroschje       |
| Röseningken                                               | Rößningen        | Resnikowo         |
| Schakumehlen                                              | Wildhorst        |                   |
| Schudischken                                              | Schudau          |                   |
| Szameitschen 1936–1938: Schameitschen (Ksp. Wilhelmsberg) | Brahmannsdorf    | Solnetschnoje     |
| Wilhelmsberg                                              | Wilhelmsberg     | Jablonowka        |
| Landkreis Goldap:                                         |                  |                   |
| Klein Gudellen                                            | Kleinguden       |                   |
| Meszehnen 1936–1938: Meschehnen                           | Wehrfeld         |                   |
| Landkreis Gumbinnen:                                      |                  |                   |
| Didsziddern 1936–1938: Didschiddern                       | Frankenhof       |                   |
| Jucknischken                                              | Bahnfelde        | Stanzionnoje      |

### Pfarrer
Bis 1818 amtierten in Wilhelmsberg jeweils ein lutherischer und ein reformierter Geistlicher, danach waren die Pfarrämter vereint:

#### Lutherisch
- Johann Christoph Cammerhoff, 1724–1736
- Chr. F. G. Pyllemann, 1737–1746
- Johann Trentovius, 1746–1756
- Gottlieb Andreas Kahnert, 1756–1780
- Heinrich Friedrich Schultz, 1781–1807
- Daniel Friedrich Wüsthoff, 1808–1811
- Heinrich Samuel Leeder, 1811–1812
- Friedrich Constantin Marcus, 1812–1818

#### Uniert
- Philipp Gottfried Bierbrauer, 1818–1845
- Heinrich Gustav Marks, 1847–1872
- Johann Alexander Arbeit, 1872–1893[A 1]
- Friedrich August Klein, 1894–1919
- Walter Schultz, 1920–1928
- Johannes Schenk, 1928–1945

#### Reformiert
- Georg Philibert Müller, 1726–1731
- Johann Jacob Crug, 1731–1732
- David Herwie, 1734–1738
- Christian Philipp Jacobi, 1738–1743
- Johann Abraham Hibelet, 1743–1753
- David Elsner, 1753–1762
- Friedrich Tamnau, 1762–1805
- Johann Ernst Lüls, 1790–1798
- Ernst Friedrich Brodowsky, 1798–1804
- Philipp Gottfried Bierbrauer, 1804–1818